# Margaret Millar
Pour les articles homonymes, voir Millar.
Œuvres principales
- Mortellement vôtre (1955)

Margaret Millar (née Sturm ; 5 février 1915 - 26 mars 1994) est un écrivain canadien et américain de romans policiers et de suspense.

## Biographie
Elle est née à Kitchener, Ontario. Après des études en musique, elle s'inscrit à l'Université de Toronto où elle s'intéresse à la poésie grecque, à l'art dramatique, tout en suivant des cours de psychiatrie.  
En 1938, elle épouse Kenneth Millar, connu sous le nom de plume de Ross Macdonald. Ils auront une fille, décédée en 1970. Peu après leur mariage, le couple émigre en Californie, à Santa Barbara. Pendant la Deuxième Guerre mondiale, où Kenneth Millar sert dans la marine, Margaret Millar tombe gravement malade et doit s'aliter. Elle lit de nombreux romans policiers et entreprend d'écrire. Ayant tout son temps pour observer la communauté de sa petite ville, elle la met parfois en scène dans ses romans sous le nom de San Felice ou Santa Felicia ou lui préfère la ville canadienne de Toronto.
Bien qu'elle ait créé successivement trois détectives (Paul Prye, l'inspecteur Sands et Tom Aragon), le gros de sa production n'emploie pas de héros récurrent.  Paul Prye est le héros d'une trilogie sur la psychiatrie, dont seul le premier volet a été traduit en français sous le titre L'Invisible Ver (The Invisible Worm, 1941).  L'inspecteur Sands, un policier canadien, qui apparaît déjà dans le dernier roman de la trilogie Paul Prye, évolue lui aussi dans les milieux de la psychiatrie pour deux enquêtes : Des yeux pleins la tête (Wall of Eyes, 1943) et Un doigt de folie (The Iron Gates , 1945). Quant aux aventures du jeune avocat latino-américain Tom Aragon, elles se déroulent en Californie, avec parfois des incursions en territoire mexicain, et font preuve d'un humour non dénué d'ironie.   
Son dernier rôle (Rose's Last Summer), parue en 1952, a fait l'objet d'une adaptation télévisuelle en 1960 pour la série Thriller, saison 1, épisode 5, avec Boris Karloff et Mary Astor.
Mortellement vôtre (Beast in View), Edgar du meilleur roman 1956, a été adapté à deux reprises : en 1964, pour Suspicion (The Alfred Hitchcock Hour), saison 2, épisode 21 ; et, en 1986, pour Alfred Hitchcock présente, saison 1, épisode 13.
Reconnue pour son implication dans le mouvement écologique, Margaret Millar est élue femme de l'année 1965 par le Los Angeles Times.
Elle meurt à Santa Barbara en mars 1994.

## Œuvre

### Romans policiers

#### TrilogiePaul Prye
- The Invisible Worm (1941) Publié en français sous le titre L'Invisible Ver, Paris, Librairie des Champs-Élysées, Le Masque no 2306, 1996
- The Weak-Eyed Bat (1942)
- The Devil Loves Me (1942)

#### SérieInspecteur Sands
- Wall of Eyes (1943) Publié en français sous le titre Des yeux plein la tête, Paris, Librairie des Champs-Élysées, Le Masque no 1996, 1990
- The Iron Gates ou Taste of Fears (1945) Publié en français sous le titre Un doigt de folie, Paris, Librairie des Champs-Élysées, Le Masque no 2010, 1990

#### SérieTom Aragon
- Ask for Me Tomorrow (1976) Publié en français sous le titre Et vous me trouverez bien mort, Paris, Librairie des Champs-Élysées, Le Masque no 2151, 1993
- The Murder of Miranda (1979)
- Mermaid (1982)
- Banshee (1983)

#### Autres romans policiers
- Fire Will Freeze (1944) Publié en français sous le titre Omelette canadienne, Paris, Librairie des Champs-Élysées, Le Masque no 2187, 1994
- The Cannibale Heart (1949) Publié en français sous le titre Le Cœur cannibale, Paris, Librairie des Champs-Élysées, Le Masque no 2212, 1995
- Do Evil in Return (1950) Publié en français sous le titre Rendons le mal pour le mal, Paris, Trévise, coll. Stendhal, 1962 ; réédition, Paris, Librairie des Champs-Élysées, Le Masque no 1994, 1990
- Rose's Last Summer (1952) Publié en français sous le titre Son dernier rôle, Paris, Librairie des Champs-Élysées, Le Masque no 723, 1961
- Vanish in an Instant (1952) Publié en français sous le titre La Femme de sa mort, Paris, Presses de la Cité, coll. Un Mystère no 133, 1953 ; réédition, Paris, Presses Pocket no 1261, 1976 ; rééditions, Paris, Librairie des Champs-Élysées, Le Masque no 1845 ; réédition dans le volume Angoisses, Paris, Éditions Omnibus, 2014
- A Beast in View (1955) Publié en français sous le titre Mortellement vôtre, Paris, Presses de la Cité, coll. Un Mystère no 318, 1957 ; réédition, Paris, Presses de la Cité, coll. Mystère no 157, 1971 ; réédition, Paris, Presses Pocket no 1119, 1974 ; réédition, Paris, Librairie des Champs-Élysées, Le Masque no 1909, 1988
- An Air That Kills ou The Soft Talkers (1957) Publié en français sous le titre Un air qui tue, Paris, Presses de la Cité, coll. Un Mystère no 389, 1958 ; réédition, Paris, Presses de la Cité, coll. Mystère no 133, 1971 ; réédition, Paris, Librairie des Champs-Élysées, Le Masque no 1896, 1987
- The Listening Walls (1959) Publié en français sous le titre Les murs écoutent, Paris, Éditions de Trévise, coll. « Le Cachet » no 16, 1961 ; réédition, Paris, Librairie des Champs-Élysées, Le Masque no 1982, 1989
- A Stranger in My Grave (1960) Publié en français sous le titre Un étranger dans ma tombe, Bruxelles, Dupuis, coll. Mi-Nuit no 11, 1967 ; réédition, Paris, Librairie Générale Française, Le Livre de poche no 6516, 1988 ; rééditions, Paris, Librairie des Champs-Élysées, Le Masque no 2430, 1999 ; réédition dans le volume Angoisses, Paris, Éditions Omnibus, 2014
- How Like an Angel (1962) Publié en français sous le titre D'entre les morts, Bruxelles, Dupuis, coll. Mi-Nuit no 5, 1965 ; réédition, Paris, Librairie Générale Française, Le Livre de poche no 6894, 1990
- The Fiend (1964) Publié en français sous le titre Au violeur !, Paris, Gallimard, Série noire no 1019, 1966 ; réédition dans le volume Angoisses, Paris, Éditions Omnibus, 2014
- Beyond this Point are Monsters (1970) Publié en français sous le titre Le Territoire des monstres, Paris, Julliard, coll. P.J.,1972 ; réédition, Paris, Librairie des Champs-Élysées, Le Masque no 1928, 1988 ; réédition dans le volume Angoisses, Paris, Éditions Omnibus, 2014
- Spider Webs (1986)

### Romans littéraires
- Experiment in Springtime (1947)
- It's All in the Family (1948)
- Wives and Lovers (1954)

### Recueil de nouvelles
- The Couple Next Door: Collected Short Mysteries (2004) - anthologie posthume des nouvelles de Millar parues dans les magazines

### Nouvelles
- Mind Over Murder (1942) Publié en français sous le titre Crime dans l'île, dans le volume Angoisses, Paris, Éditions Omnibus, 2014
- Last Day in Lisbon (1943) Publié en français sous le titre Dernier Jour à Lisbonne, dans le volume Angoisses, Paris, Éditions Omnibus, 2014
- The Couple Next Door (1954) Publié en français sous le titre Le Long Voyage, Paris, Opta, Mystère Magazine no 104, septembre 1956 ; rééditions dans L'Anthologie du Mystère no 6, mars 1965 ; réédition dans le volume Angoisses, Paris, Éditions Omnibus, 2014
- McGowney's Miracle (1954) Publié en français sous le titre McGowney et son miracle, dans le volume Angoisses, Paris, Éditions Omnibus, 2014
- The Soft Talkers (1957)
- The People Across the Canyon (1962) Publié en français sous le titre La Maison de l'autre côté, Paris, Opta, Mystère Magazine no 180, janvier 1963 ; rééditions dans L'Anthologie du Mystère : 9 dames sans merci no 21, 1976 ; réédition dans le volume Angoisses, Paris, Éditions Omnibus, 2014
- Notions (1987) Publié en français sous le titre Miss Porter se fait des idées dans Le Masque vous donne de ses nouvelles, Paris, Librairie des Champs-Élysées, Le Masque, 1989 ; réédition sous le titre Les Lubies de Miss Porter dans le volume Angoisses, Paris, Éditions Omnibus, 2014

### Autobiographie
- The Birds and the Beasts Were There (1968)

## Prix littéraires
- 1956 : Edgar du Meilleur roman pour Mortellement vôtre
- 1983 : Edgar du Grand Maître (Grand Master Award) pour l'ensemble de son œuvre
- 1986 : Prix Arthur-Ellis

### Études sur Margaret Millar
- (en) Margaret Millar. Guest. éd. Dean James. CLUES: A Journal of Detection 25.3 (Printemps 2007)
- Préface de Jacques Baudou, dans le volume Angoisses par Margaret Millar, Paris, éditions Omnibus, 2014  (ISBN 978-2-258-10703-8)

## Sources
- Jacques Baudou et Jean-Jacques Schleret, Les Métamorphoses de la chouette : Détective-club, Paris, Futuropolis, 1986, 191 p. (ISBN 978-2-737-65488-6), p. 307-308.
- Claude Mesplède et Jean-Jacques Schleret, SN, voyage au bout de la Noire : inventaire de 732 auteurs et de leurs œuvres publiés en séries Noire et Blème : suivi d'une filmographie complète, Paris, Futuropolis, 1982, 476 p. (OCLC 11972030), p. 275-276.
- Claude Mesplède (dir.), Dictionnaire des littératures policières, vol. 2 : J - Z, Nantes, Joseph K, coll. « Temps noir », 2007, 1086 p. (ISBN 978-2-910-68645-1, OCLC 315873361), p. 362-363.